# Through the Past, Darkly (Big Hits Vol. 2)
Through the Past, Darkly is het tweede officiële compilatiealbum van The Rolling Stones. Het werd uitgegeven in 1969, kort na het ontslag van gitarist Brian Jones.
Er verschenen twee versies, een Britse en Amerikaanse. De Britse versie heeft 1 nummer meer. Beide versies werden een succes, het bereikte nummer 2 in het de Verenigde Staten en in het Verenigd Koninkrijk.
In augustus 2002 werd de Amerikaanse versie geremasterd, hedrukt en werd een sacd-Digi-pack, uitgegeven door ABKCO Records.

## Nummers

### Britse versie
1. Jumpin' Jack Flash – 3:40
  - Eerder uitgegeven als een single in mei, 1968
2. Mother's Little Helper – 2:45
3. 2000 Light Years from Home – 4:45
4. Let's Spend the Night Together – 3:36
  - Eerder uitgegeven als een single in januari, 1967
5. You Better Move On (Arthur Alexander) – 2:39
  - Eerder uitgegeven op de ep The Rolling Stones, in 1964
6. We Love You – 4:22
  - Bewerkte versie, eerder uitgegeven als een single in augustus, 1967
7. Street Fighting Man – 3:15
8. She's a Rainbow – 4:11
9. Ruby Tuesday – 3:16
  - Eerder uitgegeven als een single in januari, 1967
10. Dandelion – 3:32
  - Eerder uitgegeven als een single in augustus, 1967
11. Sittin' on a Fence – 3:02
  - Eerder uitgegeven op het Amerikaanse compilatiealbum Flowers, in juli, 1967
12. Honky Tonk Women – 3:00
  - Eerder uitgegeven als een single in juli, 1969

### Amerikaanse versie
1. Paint It, Black – 3:20
2. Ruby Tuesday – 3:12
3. She's a Rainbow – 4:35
4. Jumpin' Jack Flash – 3:40
5. Mother's Little Helper – 2:40
6. Let's Spend the Night Together – 3:29
7. Honky Tonk Women – 3:03
8. Dandelion – 3:56
9. 2000 Light Years from Home – 4:45
10. Have You Seen Your Mother, Baby, Standing in the Shadow? – 2:33
11. Street Fighting Man – 3:10

## Hitlijsten

### Album
| Jaar | Hitlijst             | Notering |
| ---- | -------------------- | -------- |
| 1969 | UK Albums Chart      | 2        |
| 1969 | Billboard Pop Albums | 2        |

### Single
| Jaar | Single           | Hitlijst              | Notering |
| ---- | ---------------- | --------------------- | -------- |
| 1969 | Honky Tonk Women | UK Top 50 Singles     | 1        |
| 1969 | Honky Tonk Women | The Billboard Hot 100 | 1        |